# María Ester López
María Ester López Mena, detta Mamacha (12 ottobre 1934 – 2004), è stata una cestista paraguaiana.
Era la sorella di Estela López.

## Carriera
Con il Paraguay ha disputato i Campionati del mondo del 1953 e del 1957 e ha vinto la medaglia d'oro ai Campionati sudamericani del 1952.